# سیارک ۴۸۰۴۷
سیارک ۴۸۰۴۷ (به انگلیسی: 48047 Houghten، نامگذاری:2001DL86) چهل و هشت هزار و چهل و هفتمین سیارک کشف شده‌است که در ۲۲ فوریه ۲۰۰۱ کشف شد.